# صوروبلتا

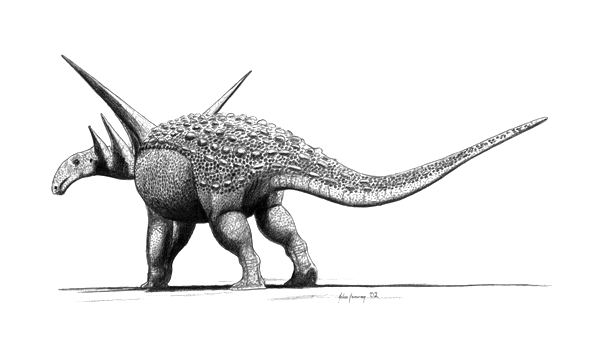
الصوروبلتا وله أشواك على الكتف والرقبة قد يصل طولها 90 سنتيمتر.

صوروبلتا (بالإنجليزية: Sauropelta ) هي فصيلة من ديناصورات طيريات الورك من شعبة أنكيلوصوريات . وهي تعد من ضمن فئة نودوصوريداي ومنها أقدم الأحفوريات وأحسنها جودة في البقاء . عاشت الصوروبلتا خلال العصر الطباشيري المبكر في أمريكا الشمالية.
عاشت الصوروبلتا بين 112 و 100 مليون سنة سبقت خلال العصر الطباشيري المبكر . عثر على أحفورياته في أمريكا الشمالية .

## صفاتها العامة

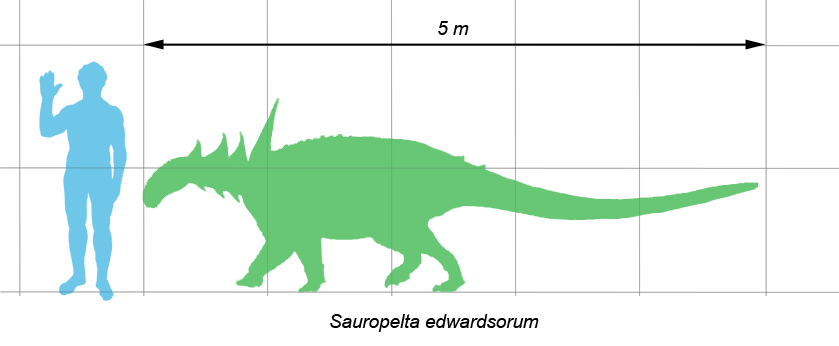
مقارنة Sauropelta edwardsorum بحجم إنسان.

تمثل الصوروبلتا مع بانوبلوصور واحدة من أكبر فئات النودوصوريديا . يقدر طوله نحو 6و7 متر ووصل وزنه إلى 5و1طن . وتشابه حركته حركة الأنكيلوصوريات على الأربعة أطراف . وكان البدن عريضا، وكانت الرجلان الأماميتان أقصر من الرجلين الخلفيتين، تسمح طول الرجلين الأماميتين القصير للرأس بالحركة والرعي على الأرض. كذلك كانت الأكتاف عريضة وقوية، وتتميز الصوروبلتا بذيل طويل يتكون من 40 فقرة، يعادل نصف طول الحيوان . كان الذيل مدعما بصفائح عظمية، كما هو الحال في فئة نودوصوريات حيث لا يحوي مطرقة ذيل .

## وصلات خارجية
- Entries in Online Collections Database at the American Museum of Natural History:
  - AMNH 3032 (pictures of assorted bones included)
  - AMNH 3035 (pictures of skull and cervical armor included)
  - AMNH 3036
- Entry for Nodosauridae on Tree of Life, including modern restoration of Sauropelta armor

## اقرأ أيضًا
- أنكيلوصوريات
- ديناصور
- ديناصور ذو ريش
- صوروبودا
- تيرانوصور
- تربوصور
- تريسراتبس
- ستيغوصور
- كيراتوبسيا
- أورنيثوديرا